# بنگینو آندراده فلورس
بنگینو آندراده فلورس (به اسپانیایی: Benigno Andrade Flores) (زادهٔ ۹ ژانویه ۱۸۹۲ – درگذشتهٔ ۲۲ ژوئن ۱۹۷۲) یک سیاستمدار اهل اکوادور بود. وی رئیس شورای نظامی اکوادور در سپتامبر ۱۹۳۵ بود.